# دانويل هاوس
دانويل هاوس (بالإنجليزية: Danuel House)‏ مواليد 7 يونيو 1993 في هيوستن، هو لاعب كرة سلة أمريكي. بدأ مسيرته الاحترافية في سنة 2016. يبلغ طوله 6 قدم 7 بوصة (2.0 م). لعب مع واشنطن ويزاردز في الدوري الأمريكي لكرة السلة للمحترفين.

## روابط خارجية
- دانويل هاوس على موقع إن بي أي (الإنجليزية)
- دانويل هاوس على موقع سبورتس رفرنس (الإنجليزية)
- دانويل هاوس على موقع كرة السلة الأوروبية.كوم (الإنجليزية)
- دانويل هاوس على موقع DraftExpress.com (الإنجليزية)
- دانويل هاوس على موقع إي إس بي إن.كوم (الإنجليزية)
- دانويل هاوس على موقع كلية كرة السلة في سبورتس رفرنس.كوم (الإنجليزية)
- دانويل هاوس على موقع ريلجم (الإنجليزية)
- دانويل هاوس على موقع بروبوليرز (الإنجليزية)
- دانويل هاوس على موقع سبورتس رفرنس (الإنجليزية)